# Obszar ochrony ścisłej Czapliniec (Kampinoski Park Narodowy)
Obszar ochrony ścisłej Czapliniec – obszar ochrony ścisłej w Kampinoskim Parku Narodowym. Został utworzony w 1959 roku jako rezerwat ścisły, aby chronić kolonię gniazd czapli siwej. Zajmuje 13,07 ha na północno-zachodnim krańcu Puszczy Kampinoskiej.
Rezerwat istniał w tym miejscu już od 1936 roku, pierwotnie zajmował powierzchnię 4,75 ha i nazywał się „Czaple”. Nazwę zmieniono po powstaniu parku narodowego. Po dziesięciu latach czaple przeniosły kolonię do sąsiedniego starodrzewu, dlatego też rezerwat powiększono. Po kilkunastu latach ptaki ponownie przeniosły się poza obszar rezerwatu. Pozostał 190-letni bór sosnowy.